# 하이하현
하이하현(베트남어: Huyện Hải Hà / 縣海河)은 베트남 북부 홍강 삼각주 꽝닌성의 현이다. 2003년을 기준으로 이 지역의 인구는 17,335명이고, 하이하현의 면적은 577km2이다. 현도는 꽝하 시진에 있다.

## 행정 구역
하이하현은 1개의 시진과 10개의 사를 관할한다.

### 시진
- 꽝하 시진 (Thị trấn Quảng Hà, 廣河市鎭)

### 사
- 까이찌엔 사 (Xã Cái Chiên, 街氈社)
- 드엉화 사 (Xã Đường Hoa, 棠花社)
- 꽝찐 사 (Xã Quảng Chính, 廣政社)
- 꽝득 사 (Xã Quảng Đức, 廣德社)
- 꽝롱 사 (Xã Quảng Long, 廣隆社)
- 꽝민 사 (Xã Quảng Minh, 廣明社)
- 꽝퐁 사 (Xã Quảng Phong, 廣豊社)
- 꽝선 사 (Xã Quảng Sơn, 廣山社)
- 꽝타인 사 (Xã Quảng Thành, 廣城社)
- 꽝틴 사 (Xã Quảng Thịnh, 廣盛社)

## 관광
- 까이찌엔 섬 (Cai Chien Island)

아름다운 백사장 해변을 가지고 있으며, 송림이 10km에 걸쳐 펼쳐져 있다.
- 쭉바이선호 (Hồ Trúc Bài Sơn)